# Сарасет
Сарасет — посёлок в Таштагольском районе Кемеровской области. Входит в состав Усть-Кабырзинского сельского поселения.

## География
Центральная часть населённого пункта расположена на высоте 486 метров над уровнем моря.

## Население
По данным Всероссийской переписи населения 2010 года, посёлок Сарасет не имеет постоянного населения.